# Lyhren
Lyhren ist ein Ortsteil der Gemeinde Apelern in der Samtgemeinde Rodenberg im Landkreis Schaumburg im Bundesland Niedersachsen in Deutschland.

## Geographie
Lyhren ist mit etwa 110 Einwohnern einer der beiden kleinsten Ortsteile von Apelern. Das Straßendorf liegt im Soldorfer Becken zwischen den Ausläufern der Höhenzüge Süntel, Bückeberge und Deister. Durch Lyhren fließt der Salzbach, ein in den Bückebergen entspringender Zufluss der Rodenberger Aue.

Am Salzbach liegt etwa einen Kilometer westsüdwestlich von Lyhren die Rehbruchsmühle. Die ehemalige Wassermühle ist eine Ortslage von Lyhren.⊙

## Geschichte
Lyhren gilt als eines der ältesten Dörfer der Gegend. Im Jahr 1846 hatte der Ort bereits 188 Einwohner in 22 Häusern. Lyhren ist geprägt von früheren Landwirtschaftsbetrieben, die früher im Ort vorhandene Schmiede, Schneiderwerkstatt, und der Laden wurden geschlossen. Ein Café öffnet nur noch an Wochenendtagen. Kirche und Schule der Lyhrener waren seit jeher in Apelern.
Am 1. März 1974 wurde Lyhren wie die umliegenden Dörfer Groß Hegesdorf, Kleinhegesdorf, Reinsdorf und Soldorf in die Gemeinde Apelern eingegliedert. Lyhren hat keinen Ortsrat. Im Jahr 2007 beantragte die Gemeinde Apelern die Aufnahme der Ortsteile Apelern, Lyhren und Reinstorf in das Dorferneuerungsprogramm des Landes Niedersachsen.
Im Dorf gibt es die Freiwillige Feuerwehr, eine Wandergruppe und die Jagdgenossenschaft Lyhren.
Den Posaunenchor Lyhren e.V. gibt es seit 1911. Eine Besonderheit unter Posaunenchören ist, dass dieser zudem ein eingetragener Verein im Vereinsregister ist. Das hundertjährige Jubiläum im Jahr 2011 wurde gemeinsamen mit einem großen Festgottesdienst in der Archidiakonatskirche Apelern gefeiert. Dabei haben zahlreiche benachbarte Posaunenchöre den Lyhrener Posaunenchor unterstützt.

## Sehenswürdigkeiten
Außer dem Kriegerdenkmal am Ortsausgang gibt es in Lyhren vier denkmalgeschützte Hofgebäude oder -anlagen.
Darunter ist das 1826 errichtete älteste Fachwerkgebäude des Ortes als Teil der Hofanlage Lyhrener Dorfstraße 13. Sein Giebel weist die östlichste Schaumburger Mütze auf.